# EU-motståndarna, tvärpolitisk rikslista
EU-motståndarna, tvärpolitisk rikslista, var ett parti med motståndare till EU som ställde upp i riksdagsvalet i Sverige 1994. Partiet fick drygt 4.000 röster i riksdagsvalet.

## Politik
| ”                              | EU-MOTSTÅNDARNA består av personer som till vardags är socialdemokrater och borgerliga. Motstånd mot Maastrichtfördraget är vår gemensamma nämnare. Vi tror inte på att besluten över vår ekonomi måste flyttas till Bryssel och Frankfurt. Vår säkerhetspolitik, vår försvarspolitik och vår utrikespolitik måste vi få fortsätta att sköta själva, som vi gjort sedan Gustav Vasas tid. | „ |
| – Ur EU-motståndarnas flygblad | |   |

## Kandidater på valsedeln
1. Magnus Persson (s), riksdagsledamot, Karlstad
2. Björn von der Esch (m), riksdagsledamot, Vagnhärad
3. Heikki Pohjalainen (s), socialarbetare, Eskilstuna
4. Yvonne Andersson (c), företagare, Forsa
5. Turanka Mühlenbock (s), jurist, Stockholm
6. Åke Blomdahl (fp), lärare, Rimbo
7. Birgitta Karstensson (s), kontorist, Sysslebäck
8. Rolf H. Lindholm (c), minister, Stockholm
9. Jörgen Stenberg (s), renskötare, Malå
10. Carin Jelbring (m), flygpurser, Tyresö
11. Lars Inge Eriksson (s), rörmontör, Växjö
12. Per Eric Mattsson (fp), civilekonom, Södertälje
13. Börje Karlsson (s), länsbostadsdir. f.d., Sala
14. Kerstin L. Amnerth (m), företagare, Lidningö
15. Ulrika Persson (s), tågvärdinna, Skåre
16. Anne Lie Andersson (s), montör, Västerås
17. Heimo Käki (c), bryggeriarbetare, Falkenberg
18. Jan Segerstedt (s), ombudsman, Stockholm
19. Göran Rosell (s), rektor, Kil
20. Stig Hamring (s), pensionär, Stenhamra
21. Michael Bejke (m), redaktör, Stockholm
22. Hélène Goudin (s), studerande, Piteå
23. Eva Wiklund-Jonsson (fp), rektor, Väddö
24. Gun Helander (s), taxiförare f.d., Kalmar
25. Tuula Olsson (s), journalist, Västerås

Valsedel nr:0262-06583